# Jossie Graumann
Jossie Graumann (ur. 18 marca 1994) – niemiecka lekkoatletka specjalizująca się w skoku wzwyż.
Czwarta zawodniczka młodzieżowych mistrzostw Europy (2015). W 2017 była piąta podczas halowego czempionatu Europy w Belgradzie.
Medalistka mistrzostw Niemiec.
Rekordy życiowe: stadion – 1,92 (11 czerwca 2017, Ratyzbona); hala – 1,92 (22 stycznia 2017, Unna).

## Osiągnięcia
| Rok  | Impreza                        | Miejsce | Lokata            | Wynik |
| ---- | ------------------------------ | ------- | ----------------- | ----- |
| 2013 | Mistrzostwa Europy juniorów    | Rieti   | el. – 16. miejsce | 1,75  |
| 2015 | Młodzieżowe mistrzostwa Europy | Tallinn | 4. miejsce        | 1,84  |
| 2017 | Halowe mistrzostwa Europy      | Belgrad | 5. miejsce        | 1,92  |